# Neocallimastigomycota
Neocallimastigomycota là một ngành của giới Nấm. Ngành nấm này chỉ bao gồm một họ duy nhất là Neocallimastigaceae được tìm thấy trong khoang tiêu hóa của động vật ăn cỏ và cả ở người

## Sự trao đổi chất
Neocallimastigomycota không có ty thể, chúng sử dụng bào quan hydrogenosome để oxy hóa NADH, NAD+ và giải phóng khí H2.